# Sävar
Sävar ist ein Ort (tätort) in der schwedischen Provinz Västerbottens län, in der historischen Provinz (landskap) Västerbotten.

## Lage
Sävar gehört zur Gemeinde Umeå und innerhalb dieser seit 1. Januar 2016 zum gleichnamigen Distrikt Sävar. Der Ort ist mit fast 3000 Einwohnern die drittgrößte Ortschaft der Gemeinde (2015). Er liegt gut 15 km Luftlinie nordöstlich der Provinzhauptstadt – zugleich Gemeindezentrum – Umeå am Fluss Sävarån, der gut 10 km südlich in die Bucht Sävarfjärden des Bottnischen Meerbusens mündet.
Südöstlich wird der Ort von der Europastraße 4 umgangen. Der nächstgelegene Bahnhof befindet sich in Umeå.

## Geschichte
Der am alten Handelsweg längs der Ostseeküste (Kustlandsvägen, auch Norrstigen genannt) gelegene Ort erlangte wirtschaftliche Bedeutung um 1800 mit der Errichtung mehrerer Säge- und Eisenwerke: Sävar bruk und des etwas nördlich außerhalb befindlichen Johannisfors bruk. Im August 1809 kam es bei Sävar zur letzten größeren Schlacht während des Russisch-Schwedischen Krieges von 1808/1809.
Administrativ gehörte der Ort zunächst zur Pfarrei (landsförsamling) Umeå, aus dem 1823 das eigenständige Kirchspiel Sävar socken hervorging. 1862 entstand daraus eine gleichnamige Landgemeinde (landskommun). Diese ging 1974 in der Gemeinde Umeå auf.

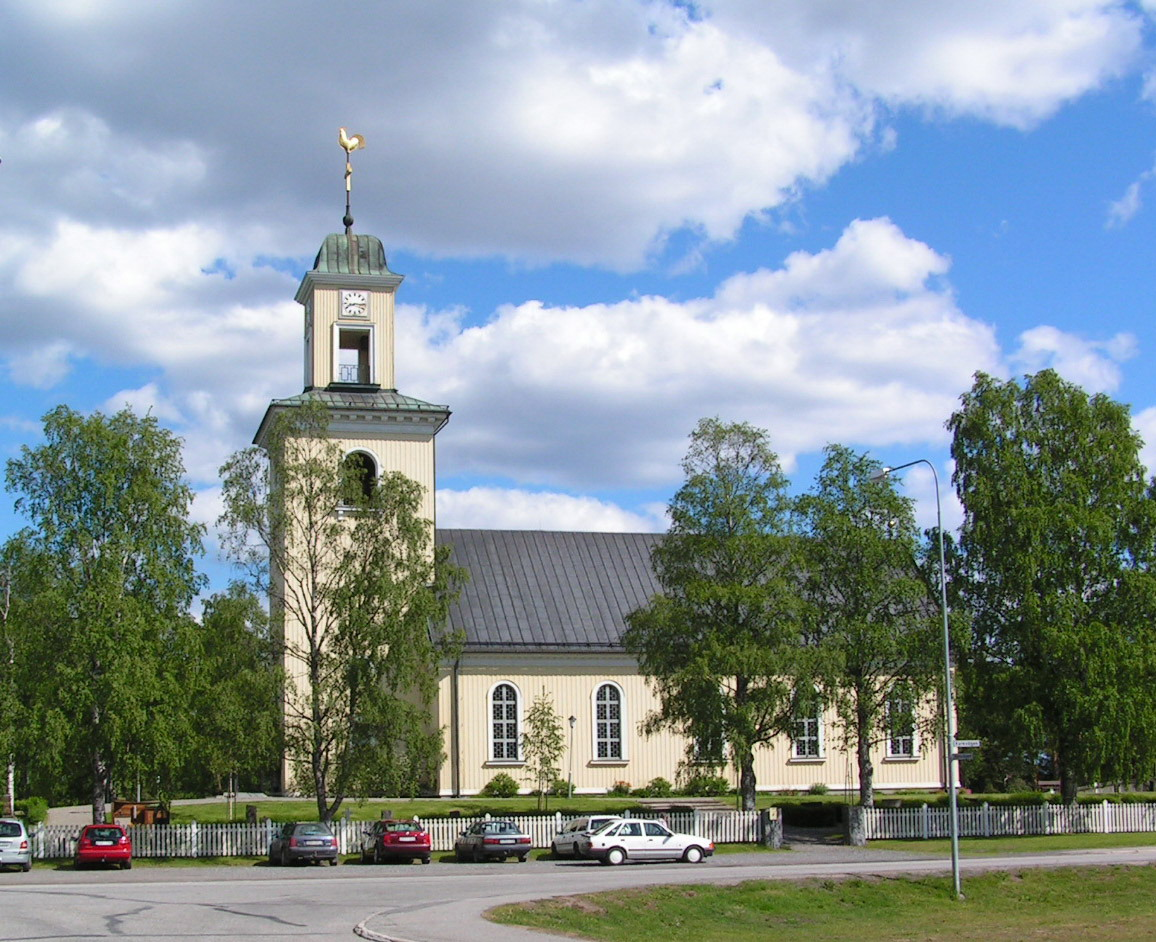
Kirche von Sävar
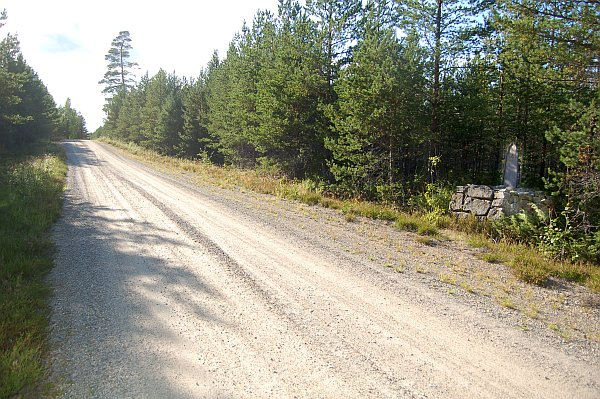
Der alte Kustlandsvägen bei Sävar
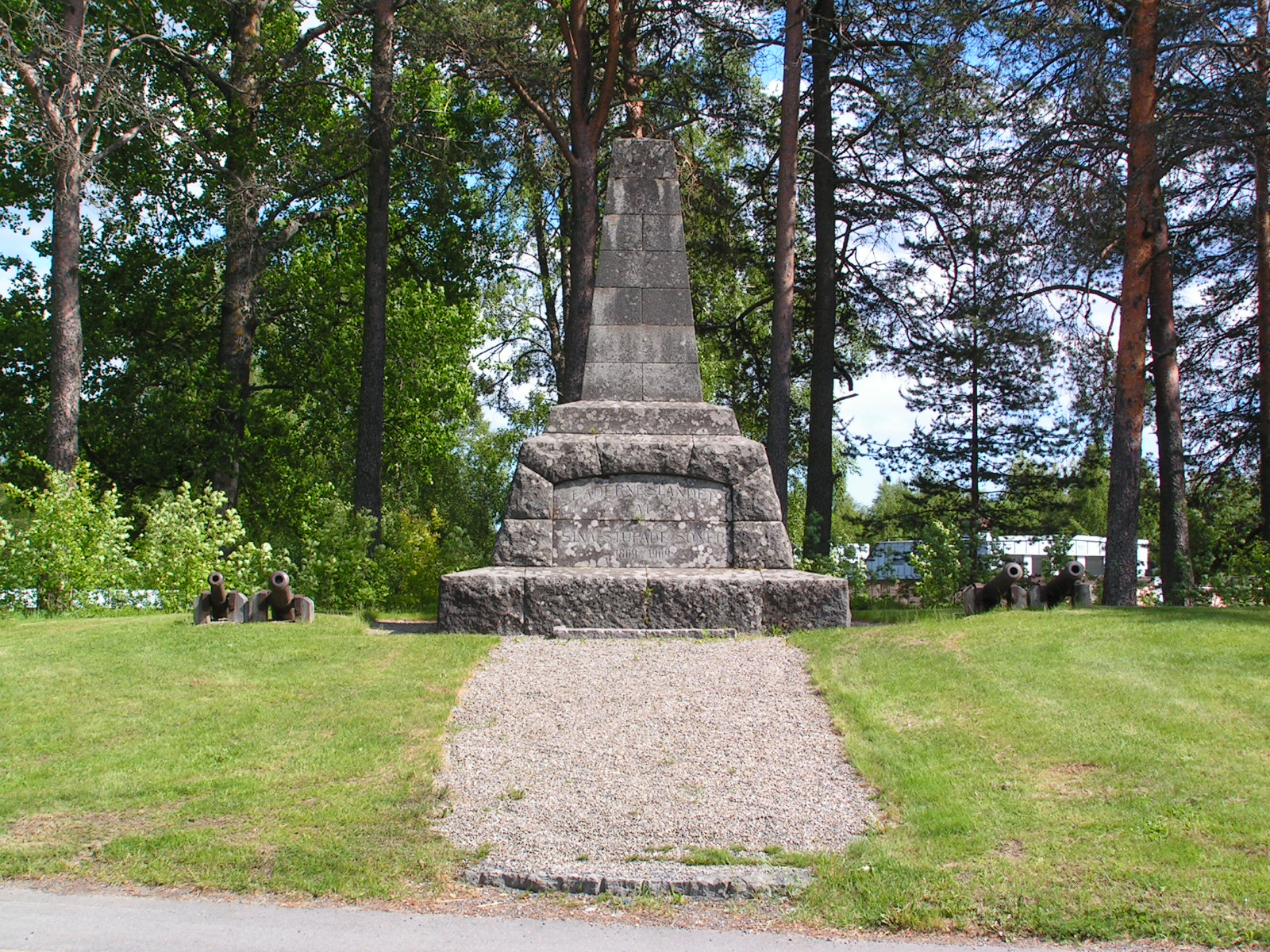
Monument zur Erinnerung an die Schlacht bei Sävar 1809
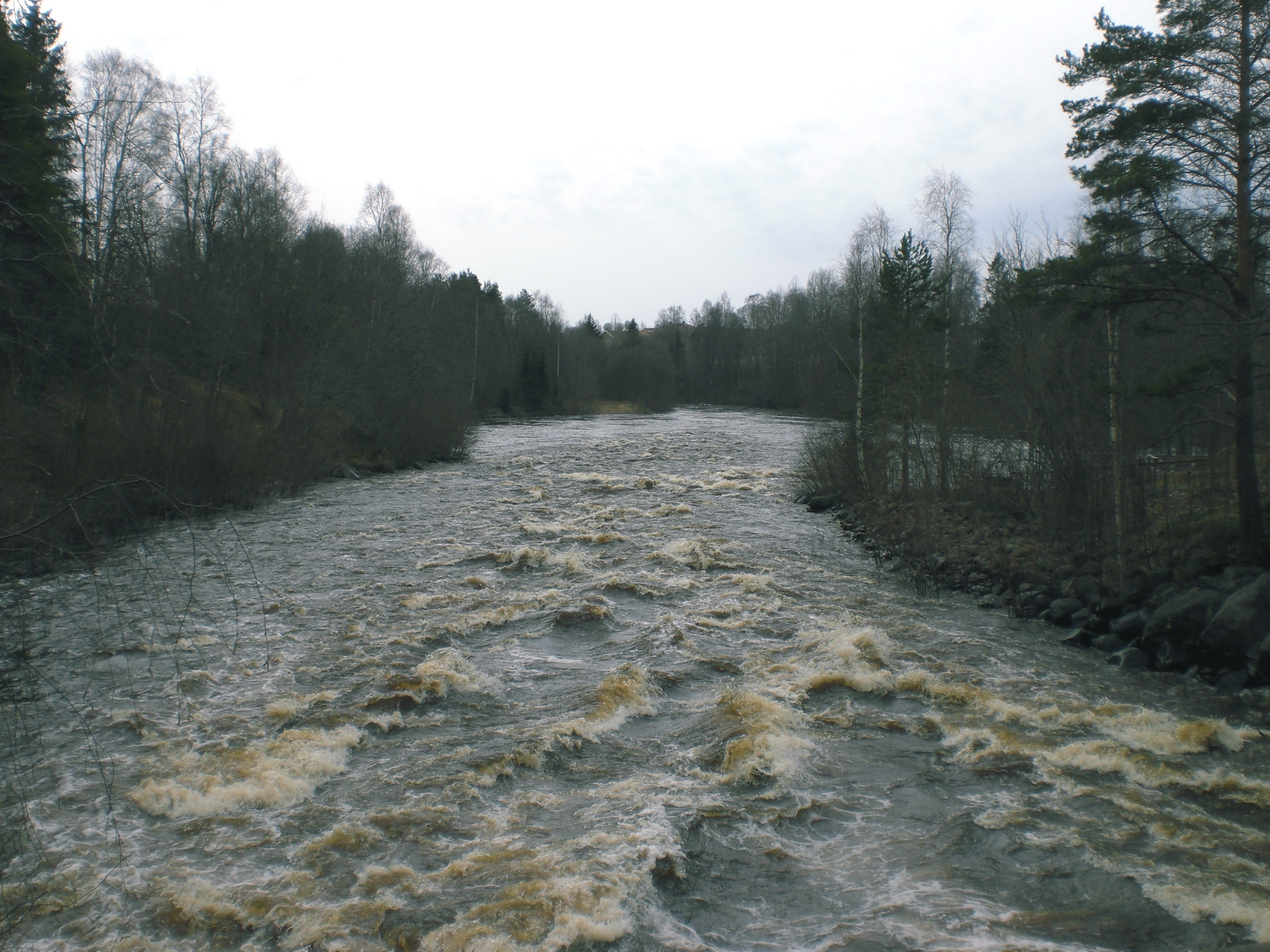
Frühjahrshochwasser am Sävarån bei Sävar

## Sehenswürdigkeiten
Die Kirche des Ortes von 1934 ist ein weitgehender Nachbau des früheren Bauwerks von 1836, das 1932 niederbrannte.
Das zum früheren Sägewerk gehörige Herrenhaus Sävargården, 1806 im spätgustavianischen Stil errichtet, steht seit 1921 im Gammlia friluftsmuseum im nahen Umeå.

## Söhne und Töchter des Ortes
- Jennie Abrahamson (* 1977), Sängerin und Songschreiberin
- Jenny Karlsson (* 1975), Badmintonspielerin
- Assar Rönnlund (1935–2011), Skilangläufer